# شباب فروحة
شباب فروحة، هو نادٍ رياضيٌّ جزائريٌّ لكرة القدم تأسس عام 1977م.

## وصلات خارجية
- الرابطة الجزائرية المحترفة الأولى ،والثانية ، لكرة القدم